# Adina Mandlová
Adina Mandlová, vlastním jménem Jarmila Anna Františka Marie Mandlová, v Německu známá pod pseudonymem Lil Adina (28. ledna 1910 Mladá Boleslav – 16. června 1991 Příbram), byla česká filmová a divadelní herečka. Její jméno spolehlivě plnilo sály, byla hvězdou českého filmu a sex-symbolem 30. let 20. století.

## Život

### Rodina

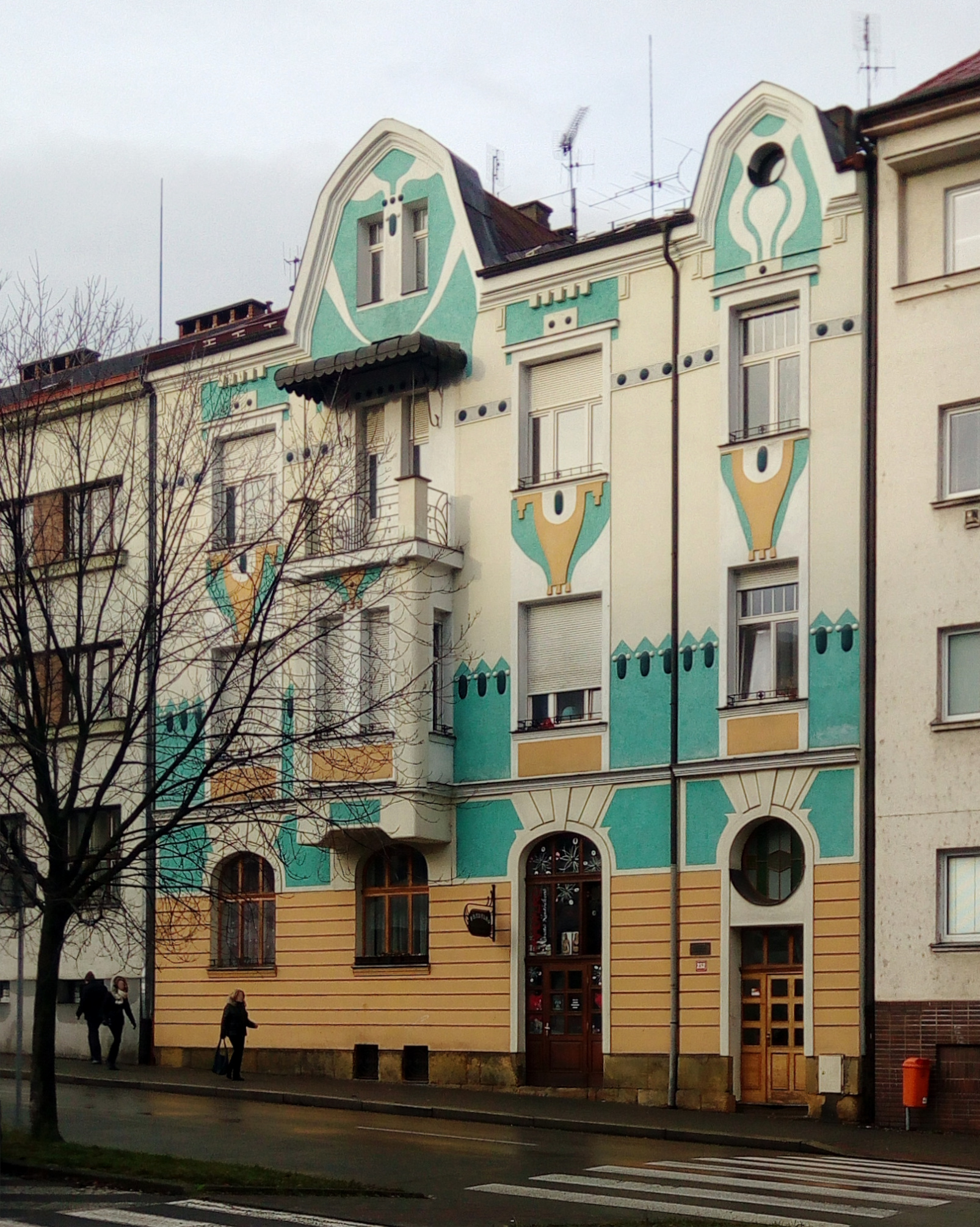
Rodný dům v Mladé Boleslavi se secesní fasádou

Pocházela z rodiny c. k. vrchního inspektora státních drah ing. Jana Mandla (1871–1918) a jeho manželky Anny, rozené Krýžové (* 1884), která byla dcerou mladoboleslavského hostinského. Otec po třech synech toužil po narození dívky. Již od dětství byla otcem hýčkána a podporována v uměleckých zájmech. Užívala druhé křestní jméno po matce - Anna, ve zdrobnělině Adina - a podle otcova mínění měla předurčenou skvělou budoucnost. O její výchovu se staral výhradně otec, který ji velmi rozmazloval, všichni jí museli vykat, ale ona odpovídala tykáním. Od čtyř let hrála na klavír. V jejích osmi letech však její otec zemřel, tím ztratila své dobré postavení a hra na klavír jí byla zakázána. Hrát nezapomněla, což dokládá scéna z filmu "Ať žije nebožtík" (čas 57:00).

### Období puberty
Po smrti otce se rodinné poměry velice zhoršily. Matka si našla několik strýčků, kteří rodinu podporovali. To však nestačilo, a tak rodina pořádala loupežné výpravy do zahrad a polí. Mandlovi také později začali pronajímat pokoje své vily studentům. Když bylo Adině čtrnáct let, matka si našla nového přítele. V šestnácti Adinu poslali do pařížského dívčího penzionátu, kde se naučila vařit a zdokonalila svou francouzštinu a němčinu. Po dvou letech byla z penzionátu za špatné chování vyloučena. Následně se začala věnovat herectví.

### Pozdější život

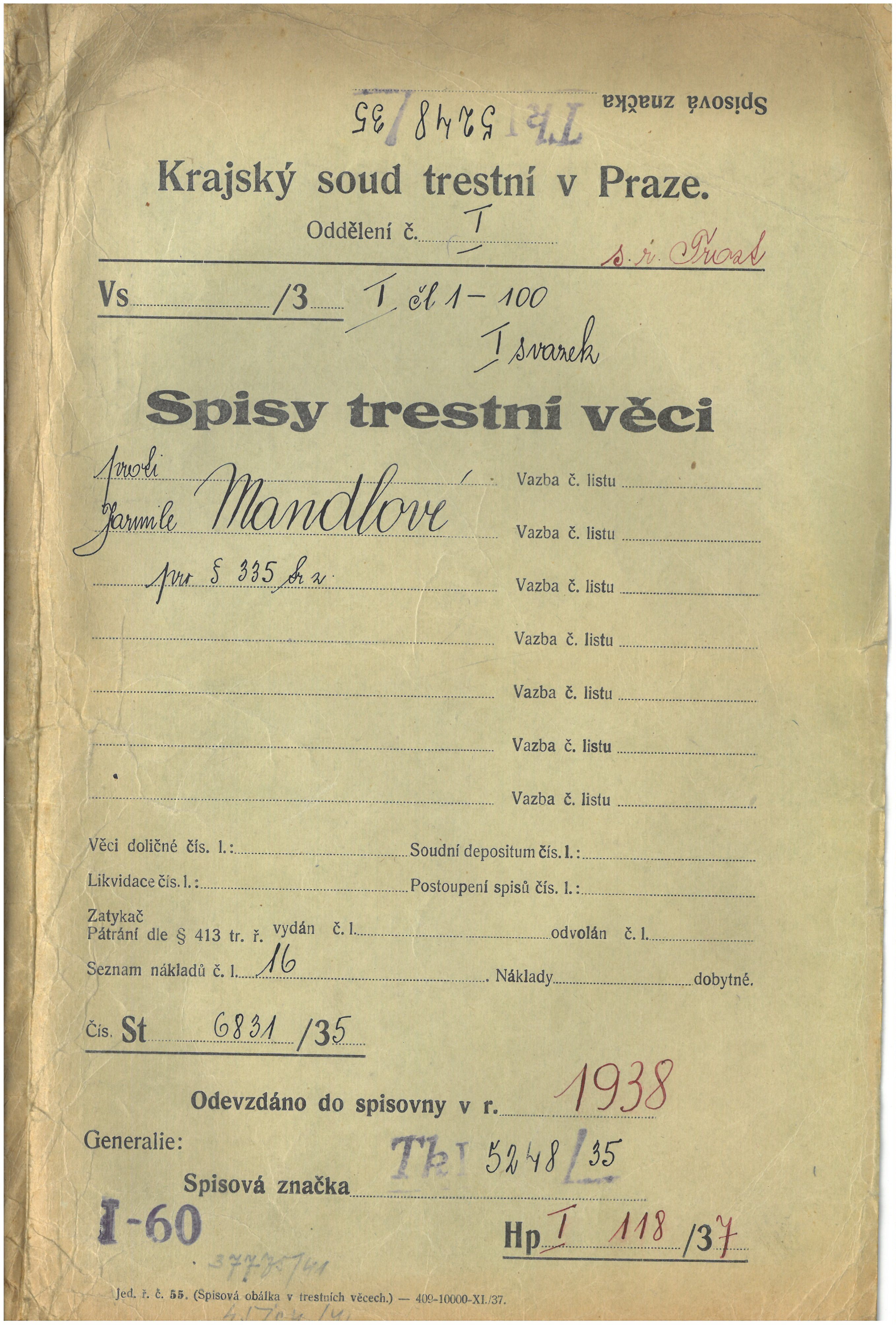
úvodní list soudního spisu Adiny Mandlové (autonehoda)

Již v 16 letech si našla milence a chodila s ním po nočních barech. Ve francouzském penzionátu si našla dalšího, s nímž otěhotněla, načež absolvovala potrat. Pak se stala milenkou herce a režiséra filmu Život je pes Huga Haase. Po havárii s jeho vozem značky Aero dne 21. 5. 1935 v ulici Zbraslavská v Praze byla obviněna ze zavinění a smrti dalšího účastníka nehody. Krajský soud trestní v Praze ji zprostil viny dne 24. 1. 1938. Po roce 1939 měla vztah s Fredem Scheinerem–Svítilem, který ji později opustil, proto se pokusila o sebevraždu. Po uzdravení se vrhla do bezstarostného užívání si života, takže vznikla průpovídka „Baarová má oči mandlové a Mandlová má oči barové.“ Poprvé se provdala za malíře Zdeňka Tůmu. Tůma byl levicově smýšlející a Adina se domnívala, že si tak napraví špatnou reputaci. Lidé ji totiž začali vnímat jako příliš německy orientovanou. Tůma však po roce spáchal sebevraždu (14. prosince 1943 ). Když se to Adina dozvěděla, volala jako první své skutečné přítelkyni Nataše Gollové, která jí také údajně jako jediná tykala. Jejich přátelství trvalo však jen do té doby, dokud jí Gollová nepřebrala milence. V divadle se později sblížila s hercem Vladimírem Šmeralem, se kterým čekala i dítě, avšak holčička se narodila mrtvá, když v sedmém měsíci těhotenství potratila kvůli stresu, poté, co Šmerala odvlekli do koncentračního tábora a on jí napsal dopis, že s ní další budoucnost neplánuje. Šmeral byl totiž ženatý s Marianne, bývalou tanečnicí u E. F. Buriana, která byla Židovkou, a manželství s árijcem ji chránilo určitou dobu před zatčením nebo koncentračním táborem. Ze strany Mandlové ke Šmeralovi šlo o velkou lásku, vztah z druhé strany není možno bezpečně označit, Šmeral se od Mandlové po válce distancoval.

### Život v emigraci
Během války byl její přítel Fred Svítil odvezen do koncentračního tábora. Během války sice natočila jen jeden německý film, v hojné míře však udržovala osobní kontakt s řadou představitelů nacistického Německa. Po válce proto byla zatčena a obviněna z kolaborace. Pro nedostatek důkazů byla nakonec propuštěna. Jelikož nemohla najít angažmá, odešla do Anglie s Josefem Kočvárkem, za kterého se provdala, aby dostala pas a vízum. Zde se krátce nato jako přátelé rozešli a Adina se znovu provdala za boháče Geoffreyho, s kterým žila jen krátce, a tak se na počátku 50. let 20. století znovu rozvedla. V Anglii získala kvůli svému přízvuku a minulosti jen pár menších rolí (židé žijící v Anglii jí nemohli odpustit její údajnou kolaboraci s nacisty). Poté se seznámila s módním návrhářem Benem Pearsonem, který byl homosexuál, intimně spolu proto žili jen sporadicky, přesto se v roce 1954 vzali a zůstali spolu až do Benovy smrti. Krátce se Adina věnovala sochařství, kterého musela pro nemoc zanechat.

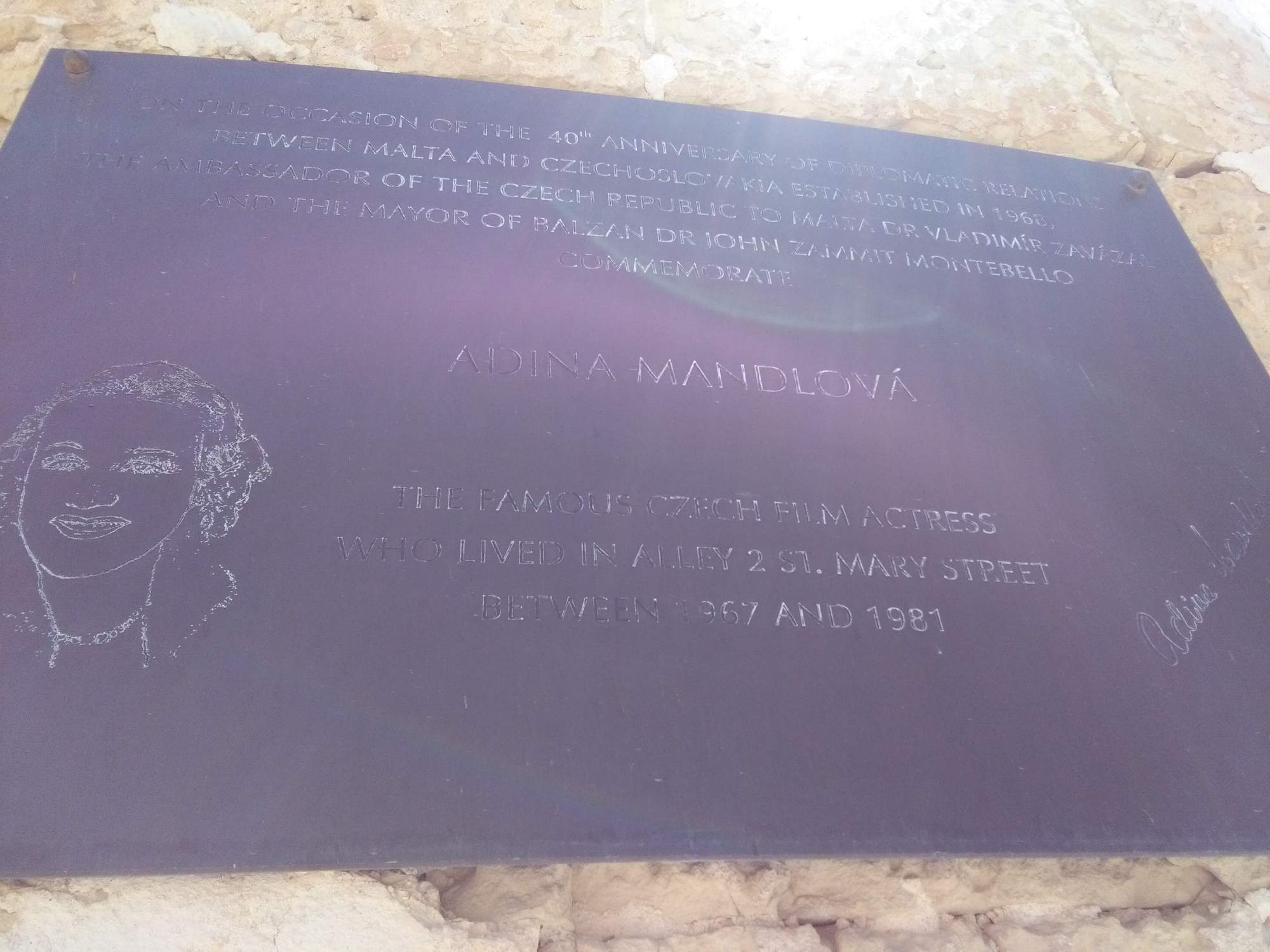
Deska Adina Mandlová na domě na Maltě

V roce 1966 se poprvé od své emigrace v roce 1948 vrátila do Československa, aby v alternaci s Nelly Gaierovou hrála hlavní roli v muzikálu Hello, Dolly!. Zúčastnila se několika zkoušek. Podle řady tehdejších pamětníků se však při zkouškách rychle odhalila hereččina divadelní nezkušenost a nedostatečnost. Roli proto nakonec nedostala. Po návratu do Anglie pracovala v obchodě svého manžela. Ve stáří tento obchod prodali a odstěhovali se na Maltu. Zde byla spokojená a žili zde v klidu až do doby, kdy se na Maltě změnily hospodářské a politické podmínky. S Benem tehdy odešla do Kanady, kde za pomoci Josefa Škvoreckého v jeho nakladatelství '68 Publishers vydala své paměti v knize Dneska už se tomu směju. Mandlová zde nebyla nijak šťastná. Kanadskou a celkově americkou společnost vnímala jako plytkou a povrchní. Jejich finanční situace se v průběhu let vlastně už jenom zhoršovala. S rostoucím věkem samozřejmě nelibě nesla i přezíravost západní společnosti vůči seniorům.

### Adina Mandlová ve stáří
V Kanadě žila až do doby, než její manžel v roce 1990 zemřel, již ve vysokém věku a nemocná se rozhodla na závěr života vrátit do Československa. Zde byla za pomoci příbuzných a známých umístěna nejprve do Karlových Varů u své švagrové Vlasty Mandlové Karbanové. Brzy však odešla na zámek Dobříš u Příbrami. Hned po návratu do Československa dostala Adina nabídku od Ondřeje Suchého k natočení dokumentu o ní, ten však nakonec nebyl natočen, neboť Adina těsně před začátkem natáčení zemřela. Adina Mandlová zemřela 16. června 1991 v Oblastní nemocnici v Příbrami po krátké hospitalizaci na mužském chirurgickém oddělení ve věku 81 let. Úmrtní list byl vystaven na jméno Jarmila Pearson. Nepřála si žádný obřad, nechtěla do hrobu k otci, ani k matce. Její popel byl rozptýlen na loučce vedle budovy krematoria v Blatné.

### Osobní život
Mandlová byla od dospívání velmi extrovertní a jak sama uvedla, „byla od malička velká koketa.“ Jak uvádí mnohé zdroje, jednalo se o nešťastnou a psychicky nevyrovnanou ženu. Po známostech s Hugo Haasem, Fredem Svítilem a dalšími muži (mimo jiné krátkém románku s Oldřichem Novým) se vdala za malíře Zdeňka Tůmu, později chodila také s hercem Vladimírem Šmeralem, se kterým čekala dítě. Po válce, uvěznění a procesu, ve kterém byla podezřívána z kolaborantských styků s Němci, se seznámila s Josefem Kočvárkem (přejmenoval se na Joe Knight) a brzy se podruhé provdala. Nedlouho poté, v roce 1947, se provdala za producenta Geoffreyho, nešťastné manželství vydrželo dva roky. V roce 1954 se vdala počtvrté za Bena Pearsona, divadelního kostýmního návrháře, kterého znala ze svého divadelního angažmá v Anglii. Jejich manželství přetrvalo až do jeho smrti v roce 1990. Společně s ním žila nejprve na Maltě, později v Kanadě.

## Herecká kariéra

### Film

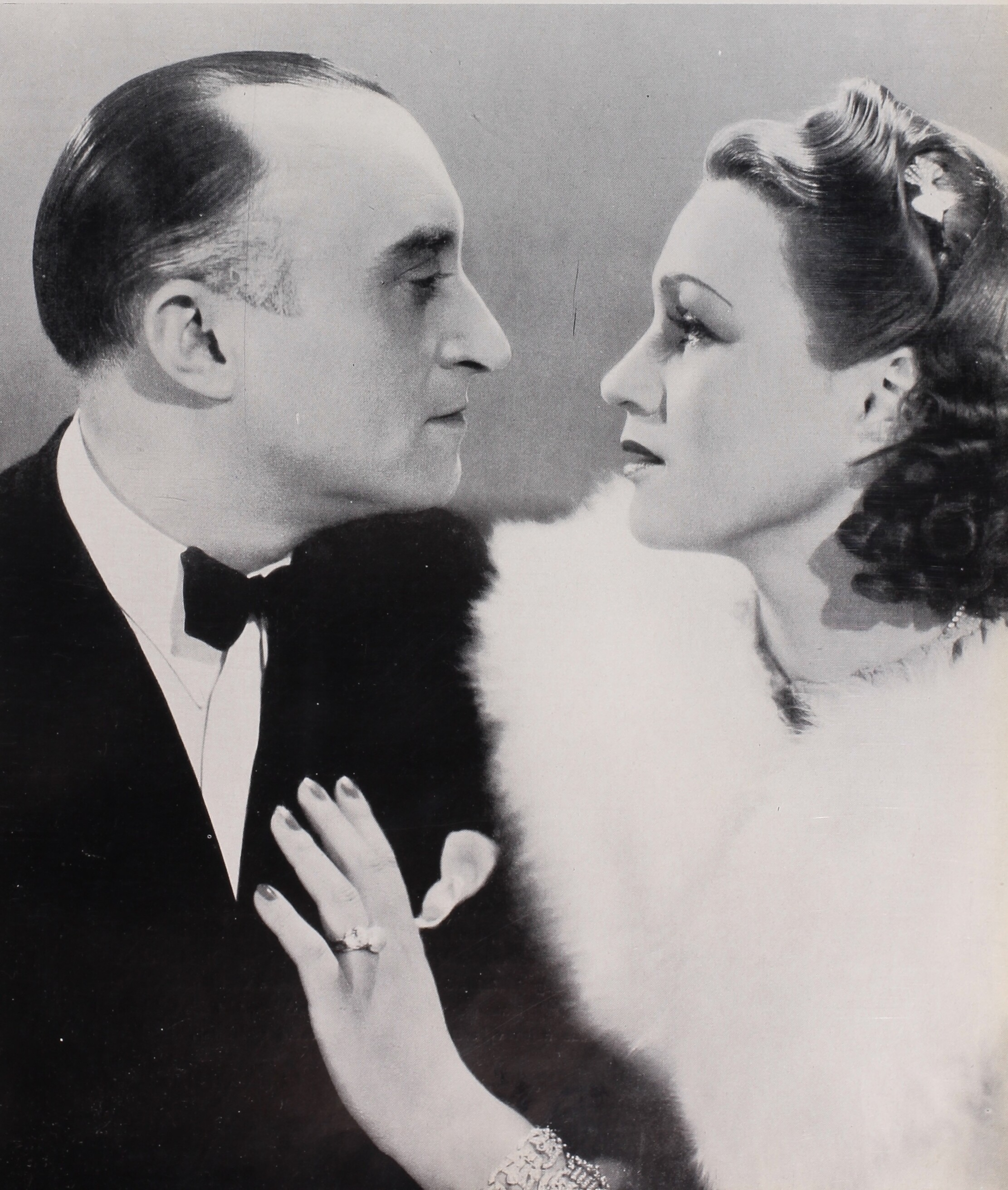
Po boku Oldřicha Nového si Mandlová zahrála v kultovním filmu Kristian (1939)

První hereckou příležitost dostala v roce 1932 od zcela podprůměrného režiséra Josefa Medeotti – Boháče v jeho jediném zvukovém filmu Děvčátko, neříkej ne!, kde ztvárnila drobnou roli manekýny, což bylo i její skutečné původní povolání. Mandlová ve snímku pronesla pouze jedinou větu „Z lásky bolej vlásky“ a později vzpomínala, že režisér se rozčiloval nad jejím hereckým výkonem, na což mu odvětila, že než on natočí další film, bude ona filmovou hvězdou.
Její předpověď se téměř splnila. Zanedlouho se objevily další nabídky, avšak skutečný zlom v kariéře mladé herečky znamenalo až setkání a dlouhodobé partnerské soužití s Hugem Haasem, s nímž spolupracovala celkem na sedmi snímcích. Hned první společný film Život je pes předznamenal její hereckou stylizaci na několik příštích let. Zpočátku představovala spíše přirozený typ, přitahující především svým atraktivním zevnějškem. Ve filmech jako Mazlíček, Nezlobte dědečka nebo Děvčata, nedejte se! tak opakovaně ztvárňovala prototyp mladé, moderní, ironické a sportovně založené dívky. O něco později se přehrála do postav mondénních, zhýčkaných žen z vyšší společnosti (Velbloud uchem jehly, Švadlenka, Kristian).
K odhalení jejího dramatického talentu významně přispěl podobně jako v případě Lídy Baarové a Nataši Gollové zejména Otakar Vávra. Ve filmech Kouzelný dům, Pacientka dr. Hegla či Šťastnou cestu se dokázala vesměs úspěšně vypořádat s náročnějšími psychologickými charaktery žen, ocitajících se v mezních životních situacích.
Mandlová si velice cenila role prostořeké prostitutky Kiki, kterou ztvárnila v melodramatu režiséra Františka Čápa Noční motýl. Podle hereččiných vzpomínek jí scenáristé František Čáp a Václav Krška psali tuto roli přímo „na tělo“ a sama si pro ni vymyslela některé repliky (k těm nejznámějším patří výrok: „Všichni mužský jsou neřádi. Jeden větší, jeden menší, ale neřádi jsou všichni. A já měla to štěstí, že jsem potkala vždycky toho největšího.“). Za herecký výkon v tomto filmu obdržela Mandlová v roce 1941 Národní filmovou cenu.
Naposledy si Adina Mandlová zahrála v českém filmu v roce 1944 ve snímku Václava Wassermana Sobota. Po roce 1945 byla její slibně se vyvíjející herecká kariéra násilně přerušena. Pro své údajné kolaborantské styky byla Mandlová doživotně vyloučena z divadelní a filmové unie. Po odchodu do exilu ve Velké Británii si v roce 1949 zahrála v celovečerním filmu The Fool and the Princess, kde ztvárnila hlavní ženskou roli po boku herce Bruce Lestera.
V 60. letech se objevila v britských seriálech Ghost Squad (1961) a The Saint (1965), s titulním hrdinou Rogerem Moorem. Ztvárnila vedlejší roli zdravotní sestry Helgy. Objevila se také v televizních filmech Destination Downing Street (1957), Verdict Is Yours (1962), Rich Ruby Wine (1964), Munchester Express, Freedom a The Time of the Cuckoo, jejichž přesnou dataci se nepodařilo dohledat.

### Divadlo
Je sice známá hlavně svými filmy, její touhou však vždy bylo divadlo. Kromě několika dílčích úspěchů se jí však na divadle prorazit nepodařilo. Od roku 1939 vystupovala v Komorním divadle a v Uranii. V letech 1942–1945 byla stálým hostem  v Divadle na Vinohradech a účinkovala i na jeho dalších scénách (Divadlo Na Poříčí, Komorní divadlo). Po odchodu do exilu se objevila na jevišti již jen příležitostně ve Spojeném království.

### Filmografie
- Děvčátko, neříkej ne!, 1932, manekýnka
- Diagnosa X, 1933, Helena Bernhardová
- V tom domečku pod Emauzy, 1933, Apolenka Dudková
- Život je pes, 1933, Eva Durdysová
- Mazlíček, 1934, Marcela Johnová
- Ať žije nebožtík, 1935, Alice Machová
- Komediantská princezna, 1936, paní Lexová
- Švadlenka, 1936, Mici
- Velbloud uchem jehly, 1936, Nina Štěpánová
- Děvčata, nedejte se!, 1937, Vlasta
- Důvod k rozvodu, 1937, Helena Bertlová
- Harmonika, 1937, Elsa
- Kvočna, 1937, Katy Svatá
- Mravnost nade vše, 1937, Eva Karasová
- Panenství, 1937, Lily
- Poručík Alexander Rjepkin, 1937, Mathilde von Kiesewetter
- Rozkošný příběh, 1937, Věra Randová
- Svět patří nám, 1937, Markéta
- Vyděrač, 1937, Máša Lírová
- Bílá vrána, 1938, Jana Dubanská
- Cech panen kutnohorských, 1938, Rozina
- Druhé mládí, 1938, Fan Panýrová
- Ducháček to zařídí, 1938, Julie z Rispaldiců
- Krok do tmy, 1938, Eva Halerová
- Svatební cesta, 1938, Kaťa Holarová
- Holka nebo kluk?, 1939, Ada Bártů
- Hvězda z poslední štace, 1939, Emilka
- Kouzelný dům, 1939, Marie Ungrová
- Kristian, 1939, Zuzana Rendlová (Svatováclavská cena ministra průmyslu, obchodu a živností za herecký výkon)
- Nevinná, 1939, Jarmila Černá
- U pokladny stál..., 1939, Věra Hornová
- Dva týdny štěstí, 1939, Marta Urbanová
- Katakomby, 1939, Nasťa
- Pacientka dr. Hegla, 1940, Karla Janotová
- Přítelkyně pana ministra, 1940, Julie Svobodová
- Hotel Modrá hvězda, 1941, Milada Landová
- Noční motýl, 1941, Anča, zvaná Kiki (Národní cena 1942 za herecký výkon)
- Těžký život dobrodruha, 1941, Helena Rohanová
- Z českých mlýnů, 1941, Lola
- Okouzlená, 1942, Milada Jánská
- Velká přehrada, 1942, Irena Berková
- Bláhový sen, 1942, Díďa Kanská-Valentová
- Svěřuji ti svou ženu  (Ich vertraue dir meine Frau an, 1943), Ellinor
- Šťastnou cestu, 1943, Helena Truxová
- Sobota, 1944, Luisa Herbertová
- The fool and the princess, 1948
- Summer day's dream, 1949, Irina
- The master builder, 1950, Hilda
- Ghost squad (seriál), 1961
- The Saint (TV seriál), epizoda The Rhine Maiden, 1965, Helga[21]

### Divadelní role, výběr
- 1939 J. F. Black: Moudrá Penny, role: Káťa, Komorní divadlo, režie A. Kandert
- 1940 G. B. Shaw: Milionářka, Epifania, Komorní divadlo, režie Bedřich Vrbský
- 1940 Patricia Hare: Žena v bílém, titulní role, Komorní divadlo, režie František Salzer
- 1941 P. Saraw: Všechno nebo nic, Magda, divadlo Uranie, režie A. Klimeš
- 1941 K. Götz: Rosnička, Ingeborg, zájezdové představení, režie Gabriel Hart
- 1942 H. Maur, M. Sierra: Julie si koupí dítě, Julie, divadlo Uranie, režie V. Plachý–Tůma
- 1943 V. Petrovičová-Neffová: Střídavě oblačno, Helena, Divadlo Na poříčí, režie K. Konstantin
- 1943 L. Pirandello: Šest postav hledá autora, nevlastní dcera, Divadlo na Vinohradech, režie Karel Jernek
- 1943 E. Rotluft: Snídaně o půlnoci, Eva, Komorní divadlo, režie K. Konstantin
- 1943 C. Goldoni: Vdova liška, vdova, Divadlo Na poříčí, režie František Salzer
- 1943 S. Benelli: Chvála bláznovství, Violanta, Divadlo Na poříčí, režie Fr. Salzer
- 1943 R. Billinger: Liščí past, Irena, Komorní divadlo, režie Antonín Kandert
- 1944 F. Schiller: Marie Stuartovna, Marie, Divadlo J. K. Tyla,[22] režie Karel Jernek
- 1949 J. B. Priestley: Summer Day's Dream, Irina, St.Martin's Theatre, Londýn, Spojené království
- 1949 D. Laurentis: The Time of the Cuckoo, Signorina Floria, Connaught Theatre, Worthing, Vel.Británie